# КамАЗ-5511
КамАЗ-5511 — серійний самоскид, що випускався Камським автомобільним заводом з 1977 по 1990 рік на базі автомобіля КАМАЗ 5320. Вантажопідьомність 10 тонн.
Кузов — суцільнометалевий з розвантаженням назад. Кабіна — двомісна, суцільнометалева, відкидається вперед.

## Технічні характеристики

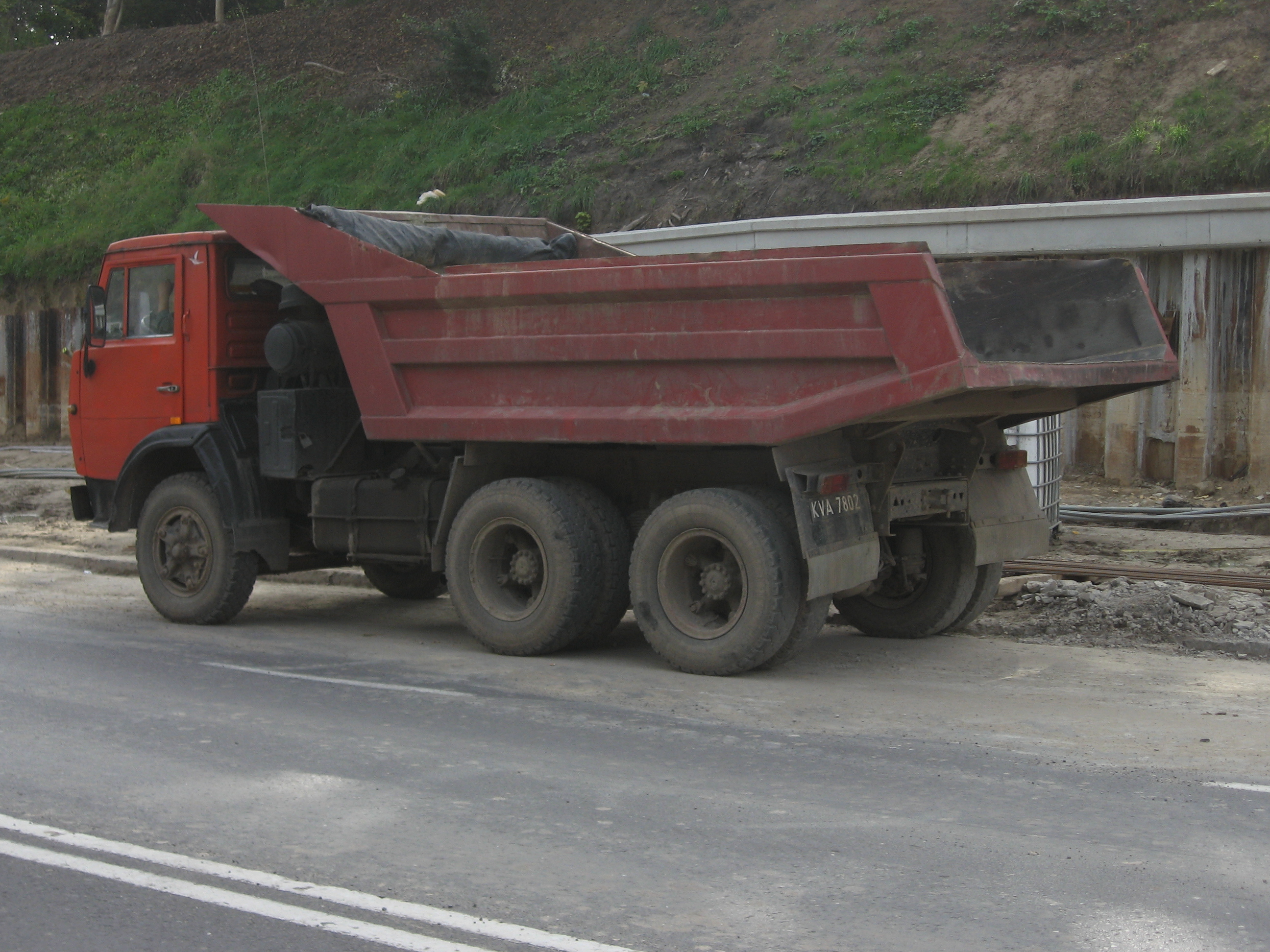

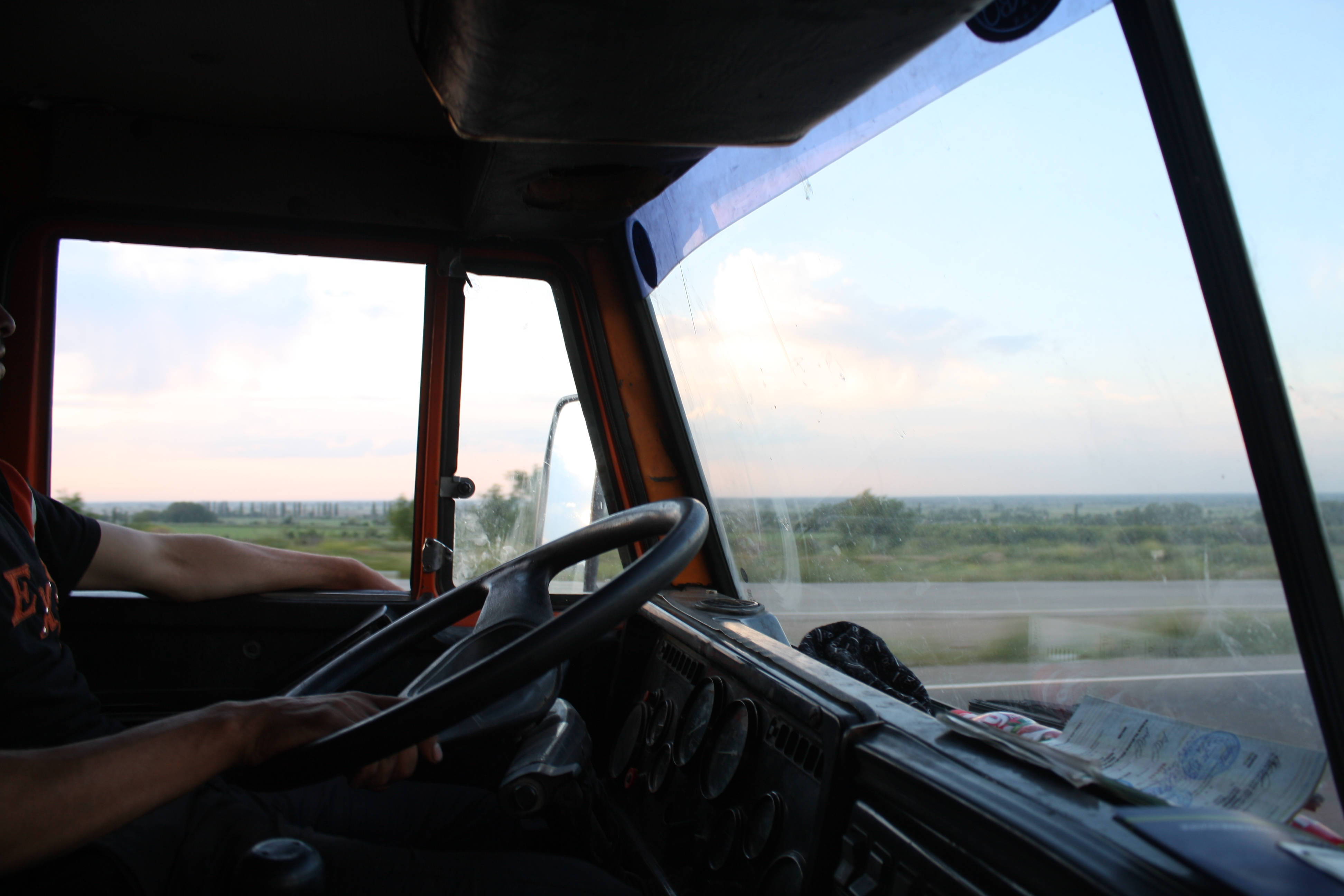

| Параметр                                                    | Параметр                                                    | Характеристика | Характеристика |
| ----------------------------------------------------------- | ----------------------------------------------------------- | --- | --- |
| Вантажопідйомність, кг                                      | Вантажопідйомність, кг                                      | 10 000 | 10 000 |
| Власна маса, кг                                             | на передню вісь                                             | 3 800 | 8 770 |
| Власна маса, кг                                             | на задній візок                                             | 4 970 | 8 770 |
| Повна маса, кг                                              | на передню вісь                                             | 4 470 | 18 920 |
| Повна маса, кг                                              | на задній візок                                             | 14 450 | 18 920 |
| Об'єм кузова, м²                                            | Об'єм кузова, м²                                            | 7,2 | 7,2 |
| Кут підйому кузова, град                                    | Кут підйому кузова, град                                    | 60 | 60 |
| Час підйому кузова з вантажем, с                            | Час підйому кузова з вантажем, с                            | 19 | 19 |
| Максимальна швидкість, км/год                               | Максимальна швидкість, км/год                               | 80 | 80 |
| Гальмівний шлях зі швидкості 40 км/год, м                   | Гальмівний шлях зі швидкості 40 км/год, м                   | 17 | 17 |
| Контрольна витрата палива при швидкості 40 км/год, л/100 км | Контрольна витрата палива при швидкості 40 км/год, л/100 км | 26 | 26 |
| Підйомний механізм                                          | Підйомний механізм                                          | гідравлічний з приводом від коробки відбору потужності, розташований в передній частині кузова, найбільший робочий тиск 140 кгс/см² | гідравлічний з приводом від коробки відбору потужності, розташований в передній частині кузова, найбільший робочий тиск 140 кгс/см² |
| Об'єм гідросистеми підйомного пристрою, л                   | Об'єм гідросистеми підйомного пристрою, л                   | 33 — влітку масло індустріальне 20, взимку індустріальне 12                                                                         | 33 — влітку масло індустріальне 20, взимку індустріальне 12                                                                         |
| Інші характеристики такі ж, як і в автомобіля КАМАЗ 5320    |                                                             | | |